# Atlético Occidental
Atlético Occidental war ein Sportverein aus Guadalajara, dessen Fußballmannschaft in der Pionierzeit des mexikanischen Fußballs in der Liga Amateur de Jalisco spielte. 

## Geschichte
Der Verein wurde 1906 von einigen jungen Männern gegründet, die Baseball praktizieren wollten. Sie übten diesen Sport auf einem kargen Platz in der Colonia Moderna aus, der in unmittelbarer Nachbarschaft des ersten Sportplatzes des im selben Jahr gegründeten Club Unión lag. Aus diesem Verein wurde 1908 der Guadalajara Football Club und später der Club Deportivo Guadalajara. 
Als die jungen Baseballer in einer Spielpause einmal dem Treiben des benachbarten Club Unión zusahen, erkundigten sie sich nach den Regeln dieses Sports. Auf diese Weise kamen sie mit den Fußballern in Kontakt und auf den Geschmack. Umgehend wurde ein Freundschaftsspiel organisiert, das nach heutigen Überlieferungen das erste offizielle Fußballspiel zwischen zwei Vereinsmannschaften in der Stadt Guadalajara war und von Unión gewonnen wurde. Auf Seiten von Atlético Occidental wirkte damals ein junger Mann namens Ignacio Calderón mit, der ein Großvater der späteren Nationalspieler und Chivas-Legenden Ignacio und Carlos Calderón war.
Der Verein gehörte zu den Gründungsmitgliedern der 1908 eingeführten Liga Amateur de Jalisco. Bei ihrer ersten Teilnahme in der Saison 1908/09 sicherten sich die Fußballer die Vizemeisterschaft hinter ihrem „Lehrmeister“ Guadalajara FC. Einige Jahre später fiel der Verein auseinander und wurde im Oktober 1917 aufgelöst. 